# Ted Carrasco
Ted Carrasco (La Paz, 1933) is een Boliviaanse beeldhouwer.

## Leven en werk
Carrasco werd geboren in de Boliviaanse hoofdstad La Paza in een familie van steen- en beeldhouwers. Hij stelde zijn werk tentoon in 1955, 1956 en 1957 tentoon in de Salón Municipal van La Paz. Hij verliet Bolivia in 1958 en is sindsdien, als autodidact, werkzaam als steenbeeldhouwer en taille directe in Europa, Amerika en Azië. Ook werkt hij met het materiaal staal.
Hij nam deel aan vele exposities en beeldhouwersymposia. Hij vertegenwoordigde Bolivia bij de Biënnale van São Paulo in São Paulo, de Biënnale van Venetië, Biënnale Middelheim in Antwerpen, Sonsbeek in Arnhem en in 1992 in het Boliviaanse paviljoen tijdens de wereldtentoonstelling Expo '92 in Sevilla. In 1968 nam hij deel aan een internationale tentoonstelling in kunstruimte N9 in Utrecht.
De kunstenaar woont en werkt sinds 2003 in Saurat in de Franse regio Occitanie.

## Werken (selectie)
- Abrazo (1962), Symposium Forma Viva in Portorož (Slovenië)
- Motherhood (1966), Openluchtmuseum voor beeldhouwkunst Middelheim in Antwerpen
- Continuity of Life/La Continuidad de la vida (1970), België
- Le Gardien de la Nuit (1973), collectie Kröller-Müller Museum in Otterlo
- My own house, Casa Carrasco (1974), La Paz
- Unifying the Country (1976), El Alto Airport in La Paz
- Buste van Simón Bolívar (1983) in Cordova (Argentinië)
- Jenecheru (1987), Santa Cruz (Bolivia)
- Los Andes (1988), Olympic Sculpture Park in Seoel (Zuid-Korea)
- Monumento Mariscal Andrés de Santa Cruz y Calahumana (1988/89), Plaza de los Héroes in La Paz
- Cono Sur (1997), 1a Bienal do Mercosur in de Jardim das Esculturas Porto Alegre in Porto Alegre (Brazilië)
- Luz interior (2003), 6.Obernkirchener Bildhauersymposion in Obernkirchen (Duitsland)
- Monument à la Resistence Maquis de Croquié 1942-1944 (2005) in Mercus-Garrabet (Frankrijk)
- Eingang (2006), 7.Obernkirchener Bildhauersymposion in Obernkirchen

## Fotogalerij

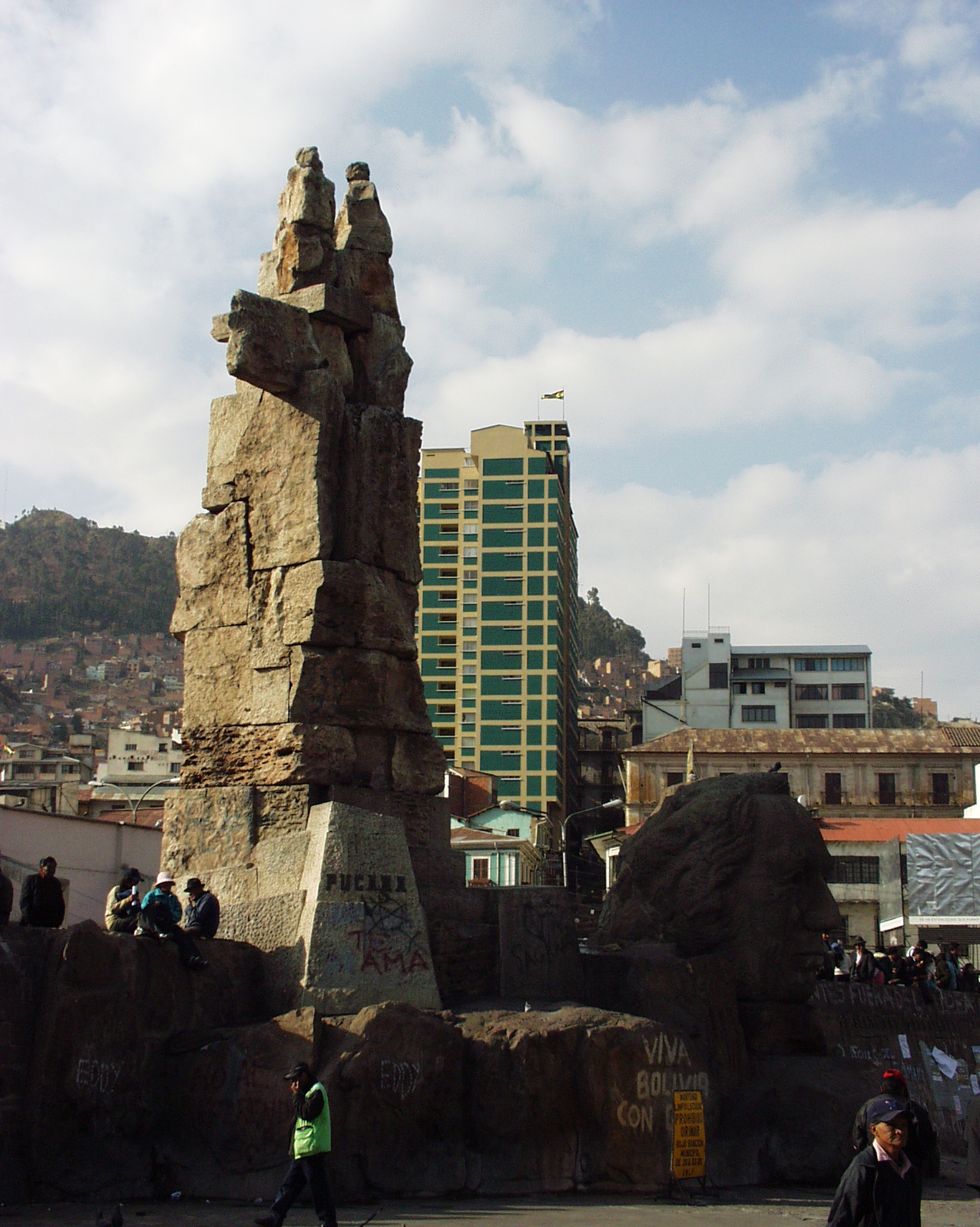
Monumento Mariscal Santa Cruz in La Paz
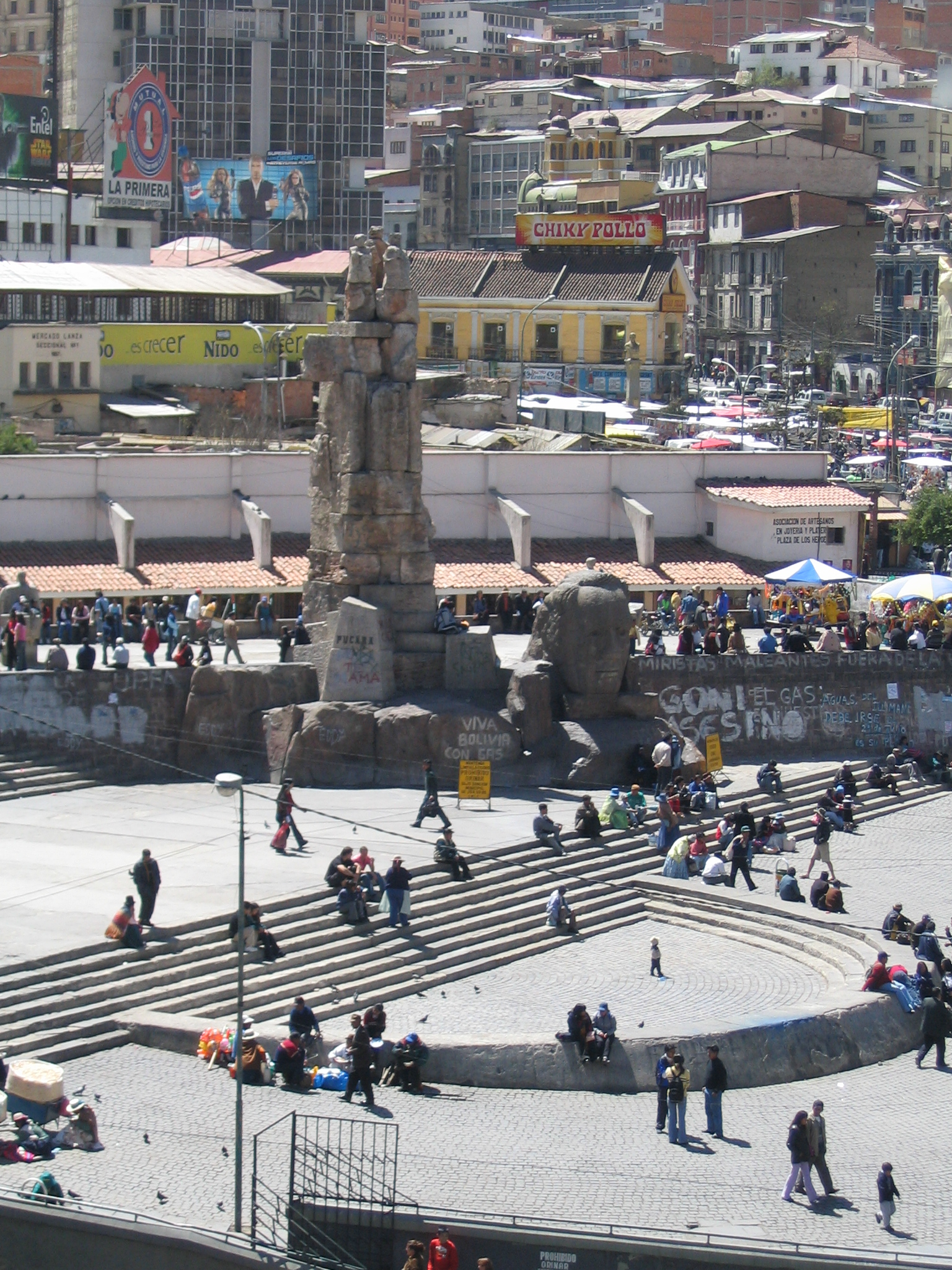
Plaza de los Héroes in La Paz